# Villnachern

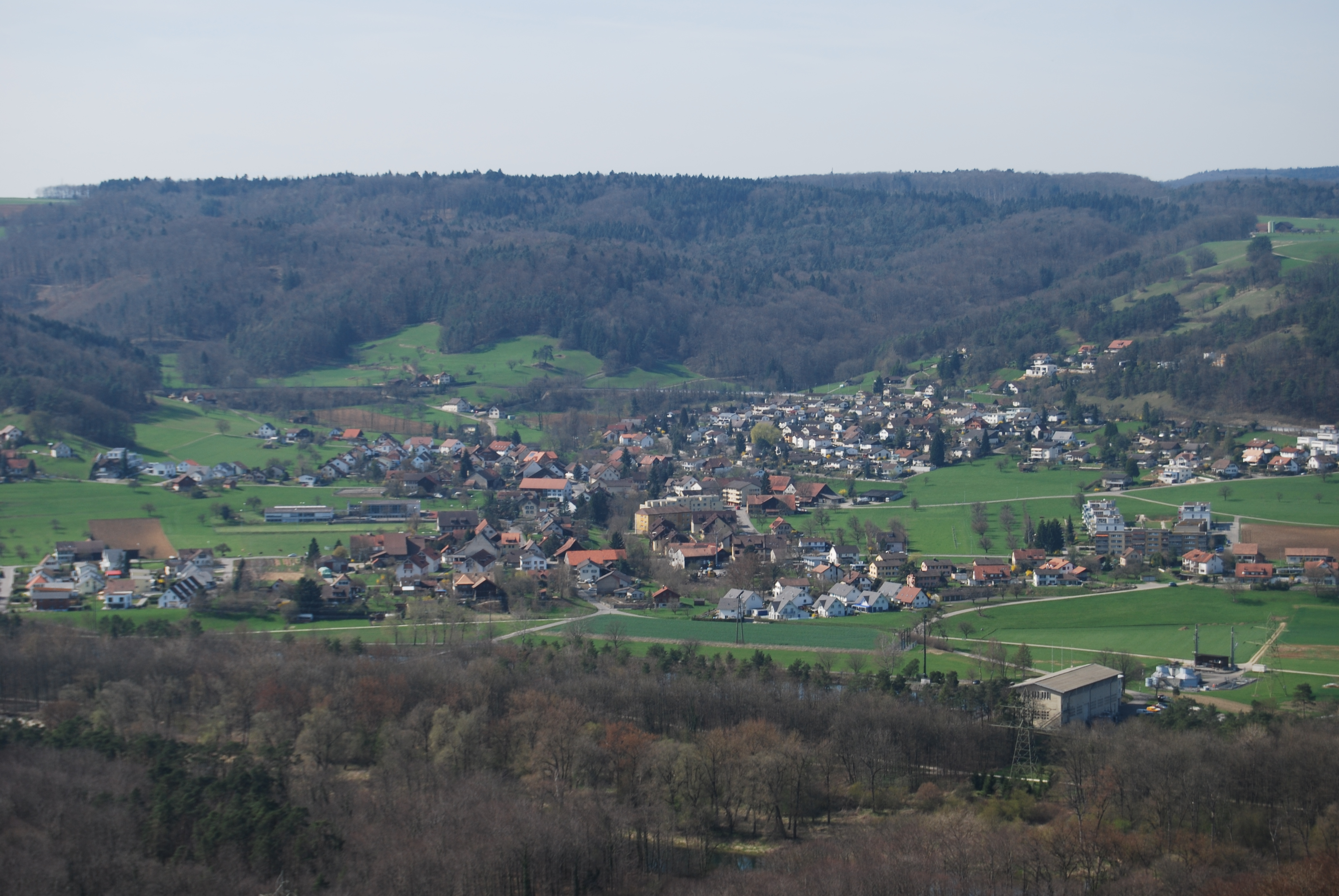
Villnachern

Villnachern is een gemeente en plaats in het Zwitserse kanton Aargau en maakt deel uit van het district Brugg.
Villnachern telt 1.531 inwoners.